# Agtrup (Sydslesvig)
 For alternative betydninger, se Agtrup. (Se også artikler, som begynder med Agtrup)
Agtrup (dansk) eller Achtrup (tysk) er en landsby og kommune beliggende nord for Læk Å på gesten (Midtsletten) i det nordvestlige Sydslesvig. Administrativt hører kommunen under Nordfrislands kreds i den nordtyske delstat Slesvig-Holsten. Kommunen samarbejder på administrativt plan med andre kommuner i omegnen i Sydtønder kommunefællesskab (Amt Südtondern). I kirkelig henseende hører Agtrup under Læk Sogn. Sognet lå i Kær Herred (Tønder Amt), da Slesvig var dansk indtil 1864.
I Agtrup tales foruden højtysk og rigsdansk endnu nedertysk og sønderjysk.

## Geografi
Kommunen omfatter også bebyggelser og landsbyer Brunbjerg (Braunberg), Bølsbøl (Büllsbüll), Iversager (Iversacker), Kalleshave, Møllevad (Mühlenwadt), Nørager (Nordacker), Søvang (Seewang), Søvangager (Seewangacker), Skruplund (Schruplund), Tætvang (Tettwang), gårdsteder Gartnerslyst (Gärtnerslust), Holbækvad (Holbeckwadt), Iversager (Iwersacker), Kalslund (Kalfslund), Korrevang (Korrewang), Nordgård (Nordhof), Nørgård (Norderhof), Sydgård (Südhof), Vanggård (Wanghof) og Østergård (Osterhof). samt godset Lillehorn (på tysk Lütjenhorn og på sønderjysk Lilj'hvorn).
Området er præget af landbrug og store og mindre gårde. Byens vartegn er hollændermøllen Jenny. Møllegården har siden 1984 fungeret som børnehjem for børn af kriseramte familier.

## Historie
Stednavnet dukker første gang op i skriftlige kilder i 1398 som Aktorp (Dipl. Flensb.). Stednavnet henføres til mandsnavn Age eller Aki. Brunbjerg er første gang nævnt 1805. Møllevang er første gang nævnt 1648. I 1968 blev Bølsbøl indlemmet, 1974 fulgte Lillehorn.
Byen lå i middelalderen direkte ved kystlinien.

## Kendte
Have- og tv-manden Søren Ryge Petersen er opvokset i Agtrup og gik her på den danske skole, hvor hans far Gunnar var skoleleder.